# 31875 Saksena
31875 Saksena este o planetă minoră (asteroid) din centura de asteroizi. A fost descoperită pe 11 martie 2000 la Experimental Test Site⁠(d) de Lincoln Near-Earth Asteroid Research. 
Obiectul prezintă o orbită caracterizată de o semiaxă mare de 2,2109759 UAi, o excentricitate de 0,11, o înclinație de 2,97672 ° în raport cu ecliptica.